# Récif de Ningaloo
Le récif de Ningaloo est un récif corallien situé au large de la côte ouest de l'Australie, à environ 1 200 km au nord de Perth. Ce récif frangeant, le plus large d'Australie, est long de 260 km. Il est connu pour accueillir de façon saisonnière de nombreux requins-baleines qui viennent s'y nourrir. Il est inclus dans le parc marin de Ningaloo, un parc géré à la fois par le Commonwealth et l'état d'Australie-Occidentale. Il est aussi inclus dans le site du patrimoine mondial de la côte de Ningaloo, classé en 2011.

## Biodiversité

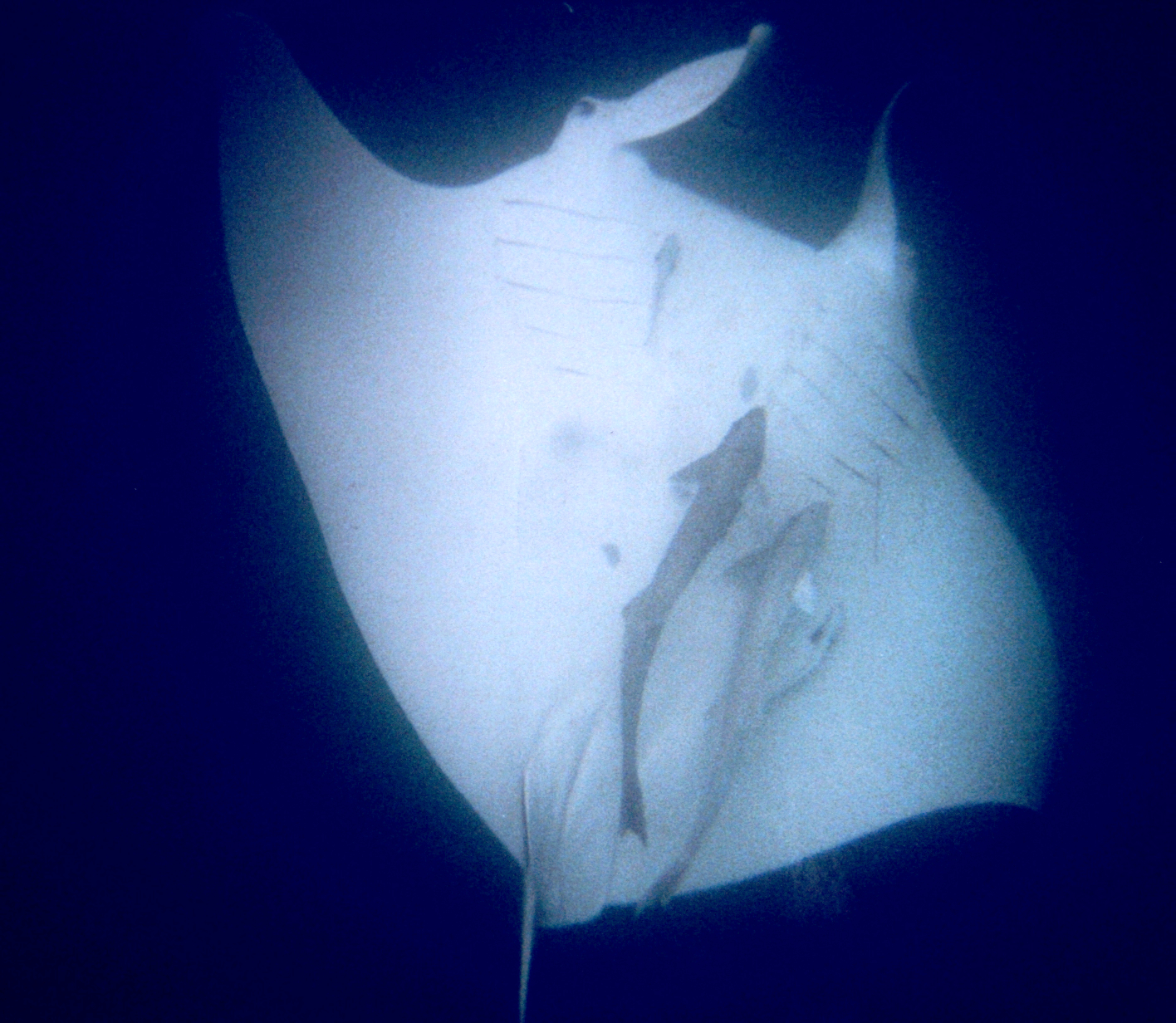
Une raie manta accompagnée de rémoras dans le récif de Ningaloo.

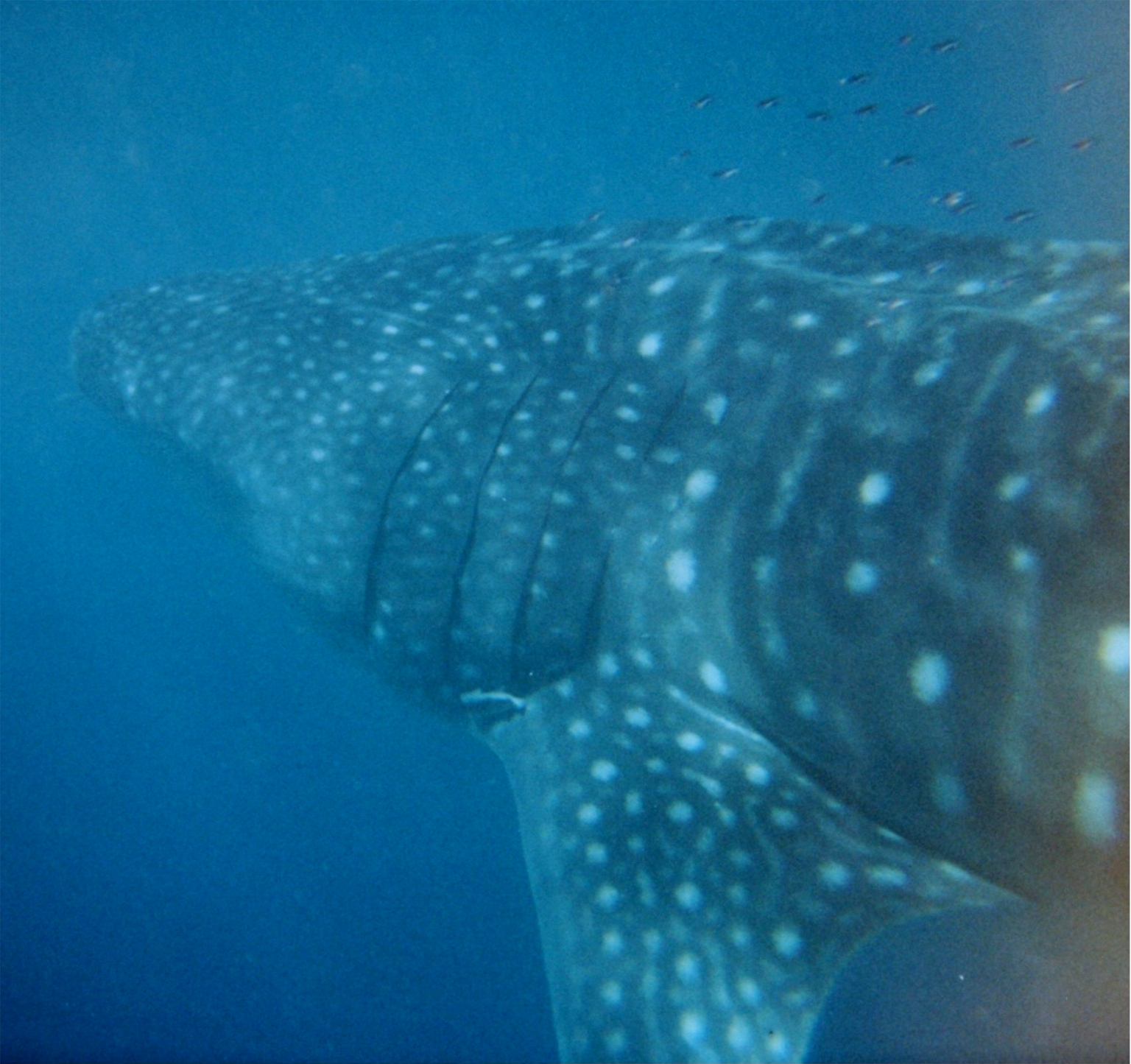
Un requin-baleine autochtone.

Au-delà des requins-baleines, qui s'y nourrissent en nombre de mars à juin, le récif abrite une vie marine foisonnante. Pendant les mois d'hiver, le récif se trouve sur le trajet migratoire de dauphins, dugongs, raies manta et de baleines à bosse.  Les plages du récif constituent un vivier important pour la caouanne, la tortue verte et la tortue imbriquée. Elles sont également dépendantes du récif pour la nidification et l'alimentation. Le Ningaloo héberge quantité de poissons (500 espèces), de coraux (300 espèces), de mollusques (600 espèces) et de nombreux invertébrés marins.
Le récif abrite la plus importante population mondiale de baleines à bosse.